# Переможці Вімблдонського турніру серед чоловіків в одиночному розряді

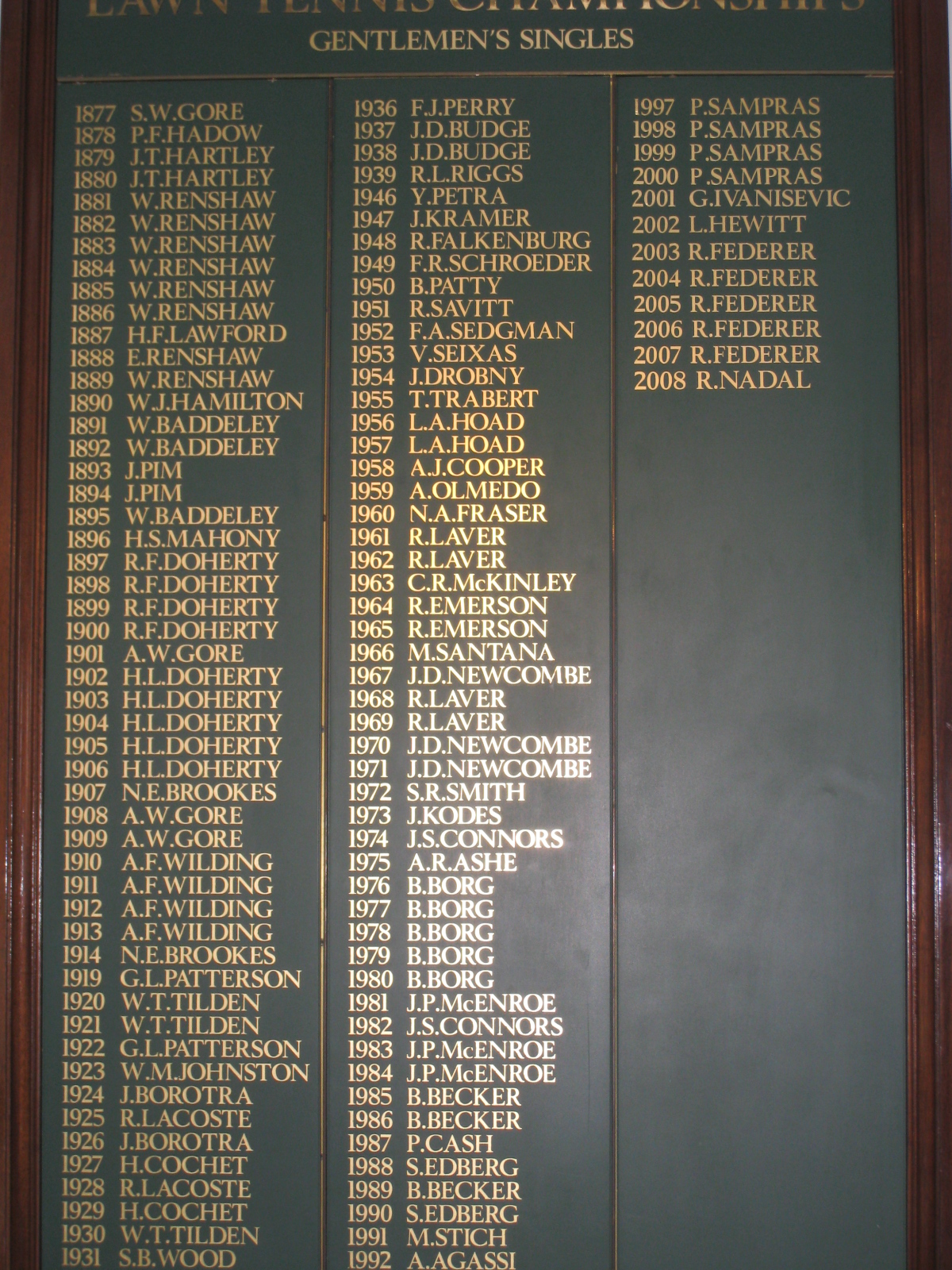
Пам'ятна дошка з іменами усіх чемпіонів

Вімблдон належить до чотирьох турнірів великого Шолому (разом з Відкритим чемпіонатом Австралії з тенісу, Відкритим чемпіонатом Франції з тенісу та Відкритим чемпіонатом США з тенісу). Турнір серед чоловіків був заснований у 1877 році під егідою Всеанглійського клубу лаун-тенісу та крокету. Першим переможцем став Спенсер Гор. До 1968 року на турнірах рівня Вімблдону могли брати участь тільки аматори, тобто тенісисти, які не отримували платню за гру в теніс. З 1968 року розпочалася Відкрита ера, і до турніру були допущені тенісисти-професіонали, які заробляли на життя грою в теніс. У наведеному списку подано всіх переможців Вімблдону (як аматорів, так і переможців Відкритої ери) в одиночному чоловічому розряді.

## Переможці
У період з 1877 по 1921 роки чинний чемпіон автоматично ставав учасником фіналу турніру наступного року. Сам фінал іменувався Challenge Round, і в ньому чинний чемпіон зустрічався з переможцем загального турніру — переможцем All Comers’ Final. Через це правило чинний чемпіон доволі часто захищав свій титул. Проте 1879, 1887, 1891, 1895, 1907 та 1908 років переможець турніру автоматично ставав чемпіоном через відмову переможця попереднього року захищати свій титул. Це правило було скасовано в 1922 році.

### Аматорська ера
| Рік проведення                                                | Переможець турніру | Країна          | Кількість титулів | Рахунок у фіналі                         | Фіналіст                                                                                     | Посилання |
| ------------------------------------------------------------- | ------------------ | --------------- | ----------------- | ---------------------------------------- | -------------------------------------------------------------------------------------------- | --------- |
| 1877                                                          | Спенсер Гор        | Велика Британія | 1                 | 6-1, 6-2, 6-4                            | Вільям Маршал                                                                                | [ 6 ]     |
| 1878                                                          | Френк Гедоу        | Велика Британія | 1                 | 7-5, 6-1, 9-7                            | Спенсер Гор                                                                                  | [ 7 ]     |
| 1879                                                          | Джон Гартлі        | Велика Британія | 1                 | відмова                                  | Френк Гедоу (Опонент у All Comers' Final: Вер Гулд (6–2, 6–4, 6–2))                          | [ 8 ]     |
| 1880                                                          | Джон Гартлі        | Велика Британія | 2                 | 6-3, 6-2, 2-6, 6-3                       | Герберт Лоуфорд                                                                              | [ 9 ]     |
| 1881                                                          | Вільям Реншоу      | Велика Британія | 1                 | 6-0, 6-1, 6-1                            | Джон Гартлі                                                                                  | [ 10 ]    |
| 1882                                                          | Вільям Реншоу      | Велика Британія | 2                 | 6-1, 2-6, 4-6, 6-2, 6-2                  | Ернест Реншоу                                                                                | [ 11 ]    |
| 1883                                                          | Вільям Реншоу      | Велика Британія | 3                 | 2-6, 6-3, 6-3, 4-6, 6-3                  | Ернест Реншоу                                                                                | [ 12 ]    |
| 1884                                                          | Вільям Реншоу      | Велика Британія | 4                 | 6-0, 6-4, 9-7                            | Герберт Лоуфорд                                                                              | [ 13 ]    |
| 1885                                                          | Вільям Реншоу      | Велика Британія | 5                 | 7-5, 6-2, 4-6, 7-5                       | Герберт Лоуфорд                                                                              | [ 14 ]    |
| 1886                                                          | Вільям Реншоу      | Велика Британія | 6                 | 6-0, 5-7, 6-3, 6-4                       | Герберт Лоуфорд                                                                              | [ 15 ]    |
| 1887                                                          | Герберт Лоуфорд    | Велика Британія | 1                 | відмова                                  | Вільям Реншоу (опонент у All Comers' Final: Ернест Реншоу (1–6, 6–3, 3–6, 6–4, 6–4))         | [ 16 ]    |
| 1888                                                          | Ернест Реншоу      | Велика Британія | 1                 | 6-3, 7-5, 6-0                            | Герберт Лоуфорд                                                                              | [ 17 ]    |
| 1889                                                          | Вільям Реншоу      | Велика Британія | 7                 | 6-4, 6-1, 3-6, 6-0                       | Ернест Реншоу                                                                                | [ 18 ]    |
| 1890                                                          | Віллабі Гамільтон  | Велика Британія | 1                 | 6-8, 6-2, 3-6, 6-1, 6-1                  | Вільям Реншоу                                                                                | [ 19 ]    |
| 1891                                                          | Вілфред Бедделі    | Велика Британія | 1                 | відмова                                  | Віллабі Гамільтон (Опонент у All Comers' Final: Джошуа Пім (6–4, 1–6, 7–5, 6–0))             | [ 20 ]    |
| 1892                                                          | Вілфред Бедделі    | Велика Британія | 2                 | 4-6, 6-3, 6-3, 6-2                       | Джошуа Пім                                                                                   | [ 21 ]    |
| 1893                                                          | Джошуа Пім         | Велика Британія | 1                 | 3-6, 6-1, 6-3, 6-2                       | Вілфред Бедделі                                                                              | [ 22 ]    |
| 1894                                                          | Джошуа Пім         | Велика Британія | 2                 | 10-8, 6-2, 8-6                           | Вілфред Бедделі                                                                              | [ 23 ]    |
| 1895                                                          | Вілфред Бедделі    | Велика Британія | 3                 | відмова                                  | Джошуа Пім (Опонент у All Comers' Final: Вілберфорс Івс (4–6, 2–6, 8–6, 6–2, 6–3))           | [ 24 ]    |
| 1896                                                          | Гарольд Магоні     | Велика Британія | 1                 | 6-2, 6-8, 5-7, 8-6, 6-3                  | Вілфред Бедделі                                                                              | [ 25 ]    |
| 1897                                                          | Реджинальд Догерті | Велика Британія | 1                 | 6-4, 6-4, 6-3                            | Гарольд Магоні                                                                               | [ 26 ]    |
| 1898                                                          | Реджинальд Догерті | Велика Британія | 2                 | 6-3, 6-3, 2-6, 5-7, 6-1                  | Лоренс Догерті                                                                               | [ 27 ]    |
| 1899                                                          | Реджинальд Догерті | Велика Британія | 3                 | 1-6, 4-6, 6-3, 6-3, 6-3                  | Артур Гор                                                                                    | [ 28 ]    |
| 1900                                                          | Реджинальд Догерті | Велика Британія | 4                 | 6-8, 6-3, 6-1, 5-7, 11-9                 | Сідні Сміт                                                                                   | [ 29 ]    |
| 1901                                                          | Артур Гор          | Велика Британія | 1                 | 4-6, 7-5, 6-4, 6-4                       | Реджинальд Догерті                                                                           | [ 30 ]    |
| 1902                                                          | Лоренс Догерті     | Велика Британія | 1                 | 6-4, 6-3, 3-6, 6-0                       | Артур Гор                                                                                    | [ 31 ]    |
| 1903                                                          | Лоренс Догерті     | Велика Британія | 2                 | 7-5, 6-3, 6-0                            | Френк Різлі                                                                                  | [ 32 ]    |
| 1904                                                          | Лоренс Догерті     | Велика Британія | 3                 | 6-1, 7-5, 8-6                            | Френк Різлі                                                                                  | [ 33 ]    |
| 1905                                                          | Лоренс Догерті     | Велика Британія | 4                 | 8-6, 6-2, 6-4                            | Норман Брукс                                                                                 | [ 34 ]    |
| 1906                                                          | Лоренс Догерті     | Велика Британія | 5                 | 6-4, 4-6, 6-2, 6-3                       | Френк Різлі                                                                                  | [ 35 ]    |
| 1907                                                          | Норман Брукс       | Австралія       | 1                 | відмова                                  | Лоренс Догерті (Опонент у All Comers' Final: Артур Гор (6–4, 6–2, 6–2))                      | [ 36 ]    |
| 1908                                                          | Артур Гор          | Велика Британія | 2                 | відмова                                  | Норман Брукс (Опонент у All Comers' Final: Герберт Роупер Барретт (6–3, 6–2, 4–6, 3–6, 6–4)) | [ 37 ]    |
| 1909                                                          | Артур Гор          | Велика Британія | 3                 | 6-8, 1-6, 6-2, 6-2, 6-2                  | Джозія Рітчі                                                                                 | [ 38 ]    |
| 1910                                                          | Ентоні Вілдінг     | Нова Зеландія   | 1                 | 6-4, 7-5, 4-6, 6-2                       | Артур Гор                                                                                    | [ 39 ]    |
| 1911                                                          | Ентоні Вілдінг     | Нова Зеландія   | 2                 | 6-4, 4-6, 2-6, 6-2, відмова продовжувати | Герберт Роупер Барретт                                                                       | [ 40 ]    |
| 1912                                                          | Ентоні Вілдінг     | Нова Зеландія   | 3                 | 6-4, 6-4, 4-6, 6-4                       | Артур Гор                                                                                    | [ 41 ]    |
| 1913                                                          | Ентоні Вілдінг     | Нова Зеландія   | 4                 | 8-6, 6-3, 10-8                           | Моріс Мак-Лафлін                                                                             | [ 42 ]    |
| 1914                                                          | Норман Брукс       | Австралія       | 2                 | 6-4, 6-4, 7-5                            | Ентоні Вілдінг                                                                               | [ 43 ]    |
| З 1915 по 1918 турнір не проводився через Першу світову війну |                    |                 |                   |                                          |                                                                                              |           |
| 1919                                                          | Джеральд Петтерсон | Австралія       | 1                 | 6-3, 7-5, 6-2                            | Норман Брукс                                                                                 | [ 44 ]    |
| 1920                                                          | Білл Тілден        | США             | 1                 | 2-6, 6-3, 6-2, 6-4                       | Джеральд Петтерсон                                                                           | [ 45 ]    |
| 1921                                                          | Білл Тілден        | США             | 2                 | 4-6, 2-6, 6-1, 6-0, 7-5                  | Браян Нортон                                                                                 | [ 46 ]    |
| 1922                                                          | Джеральд Паттерсон | Австралія       | 2                 | 6-3, 6-4, 6-3                            | Рендольф Лайсетт                                                                             | [ 47 ]    |
| 1923                                                          | Білл Джонстон      | США             | 1                 | 6-0, 6-3, 6-1                            | Френсіс Гантер                                                                               | [ 48 ]    |
| 1924                                                          | Жан Боротра        | Франція         | 1                 | 6-1, 3-6, 6-1, 3-6, 6-4                  | Рене Лакост                                                                                  | [ 49 ]    |
| 1925                                                          | Рене Лакост        | Франція         | 1                 | 6-3, 6-3, 4-6, 8-6                       | Жан Боротра                                                                                  | [ 50 ]    |
| 1926                                                          | Жан Боротра        | Франція         | 2                 | 8-6, 6-1, 6-3                            | Говард Кінсі                                                                                 | [ 51 ]    |
| 1927                                                          | Анрі Коше          | Франція         | 1                 | 4-6, 4-6, 6-3, 6-4, 7-5                  | Жан Боротра                                                                                  | [ 52 ]    |
| 1928                                                          | Рене Лакост        | Франція         | 2                 | 6-1, 4-6, 6-4, 6-2                       | Анрі Коше                                                                                    | [ 53 ]    |
| 1929                                                          | Анрі Коше          | Франція         | 2                 | 6-4, 6-3, 6-4                            | Жан Боротра                                                                                  | [ 54 ]    |
| 1930                                                          | Білл Тілден        | США             | 3                 | 6-3, 9-7, 6-4                            | Вілмер Аллісон                                                                               | [ 55 ]    |
| 1931                                                          | Сідні Вуд          | США             | 1                 | 6-3, 9-7, 6-4                            | Френк Шилдс                                                                                  | [ 56 ]    |
| 1932                                                          | Еллсворт Вайнс     | США             | 1                 | 6-4, 6-2, 6-0                            | Банні Остін                                                                                  | [ 57 ]    |
| 1933                                                          | Джек Кроуфорд      | Австралія       | 1                 | 4-6, 11-9, 6-2, 2-6, 6-4                 | Еллсворт Вайнс                                                                               | [ 58 ]    |
| 1934                                                          | Фред Перрі         | Велика Британія | 1                 | 6-3, 6-0, 7-5                            | Джек Кроуфорд                                                                                | [ 59 ]    |
| 1935                                                          | Фред Перрі         | Велика Британія | 2                 | 6-2, 6-4, 6-4                            | Готтфрід фон Крамм                                                                           | [ 60 ]    |
| 1936                                                          | Фред Перрі         | Велика Британія | 3                 | 6-1, 6-1, 6-0                            | Готтфрід фон Крамм                                                                           | [ 61 ]    |
| 1937                                                          | Дон Бадж           | США             | 1                 | 6-3,6-4,6-2                              | Готтфрід фон Крамм                                                                           | [ 62 ]    |
| 1938                                                          | Дон Бадж           | США             | 2                 | 6-1, 6-0, 6-3                            | Банні Остін                                                                                  | [ 63 ]    |
| 1939                                                          | Боббі Ріґґз        | США             | 1                 | 2-6, 8-6, 3-6, 6-3, 6-2                  | Елвуд Кук                                                                                    | [ 64 ]    |
| З 1940 по 1945 турнір не проводився через Другу світову війну |                    |                 |                   |                                          |                                                                                              |           |
| 1946                                                          | Івон Петра         | Франція         | 1                 | 6-2, 6-4, 7-9, 5-7, 6-4                  | Джефф Браун                                                                                  | [ 65 ]    |
| 1947                                                          | Джек Креймер       | США             | 1                 | 6-1, 6-3, 6-2                            | Том Браун                                                                                    | [ 66 ]    |
| 1948                                                          | Боб Фалькенбург    | США             | 1                 | 7-5, 0-6, 6-2, 3-6, 7-5                  | Джон Бромвіч                                                                                 | [ 67 ]    |
| 1949                                                          | Тед Шредер         | США             | 1                 | 3-6, 6-0, 6-3, 4-6, 6-4                  | Ярослав Дробний                                                                              | [ 68 ]    |
| 1950                                                          | Бадж Патті         | США             | 1                 | 6-1, 8-10, 6-2, 6-3                      | Френк Седжмен                                                                                | [ 69 ]    |
| 1951                                                          | Дік Сейвітт        | США             | 1                 | 6-4, 6-4, 6-4                            | Кен Мак-Грегор                                                                               | [ 70 ]    |
| 1952                                                          | Френк Седжмен      | Австралія       | 1                 | 4-6, 6-2, 6-3, 6-2                       | Ярослав Дробний                                                                              | [ 71 ]    |
| 1953                                                          | Вік Сейшес         | США             | 1                 | 9-7, 6-3, 6-4                            | Курт Нільсен                                                                                 | [ 72 ]    |
| 1954                                                          | Ярослав Дробний    | Єгипет          | 1                 | 13-11, 4-6, 6-2, 9-7                     | Кен Роузволл                                                                                 | [ 73 ]    |
| 1955                                                          | Тоні Траберт       | США             | 1                 | 6-3, 7-5, 6-1                            | Курт Нільсен                                                                                 | [ 74 ]    |
| 1956                                                          | Л'ю Гоуд           | Австралія       | 1                 | 6-2, 4-6, 7-5, 6-4                       | Кен Роузволл                                                                                 | [ 75 ]    |
| 1957                                                          | Л'ю Гоуд           | Австралія       | 2                 | 6-2, 6-1, 6-2                            | Ешлі Купер                                                                                   | [ 76 ]    |
| 1958                                                          | Ешлі Купер         | Австралія       | 1                 | 3-6, 6-3, 6-4, 13-11                     | Ніл Фрейзер                                                                                  | [ 77 ]    |
| 1959                                                          | Алекс Ольмедо      | США             | 1                 | 6-4, 6-3, 6-4                            | Род Лейвер                                                                                   | [ 78 ]    |
| 1960                                                          | Ніл Фрейзер        | Австралія       | 1                 | 6-4, 3-6, 9-7, 7-5                       | Род Лейвер                                                                                   | [ 79 ]    |
| 1961                                                          | Род Лейвер         | Австралія       | 1                 | 6-3, 6-1, 6-4                            | Чак Маккінлі                                                                                 | [ 80 ]    |
| 1962                                                          | Род Лейвер         | Австралія       | 2                 | 6-2, 6-2, 6-1                            | Марті Малліган                                                                               | [ 81 ]    |
| 1963                                                          | Чак Маккінлі       | США             | 1                 | 9-7, 6-1, 6-4                            | Фред Столл                                                                                   | [ 82 ]    |
| 1964                                                          | Рой Емерсон        | Австралія       | 1                 | 6-4, 12-10, 4-6, 6-3                     | Фред Столл                                                                                   | [ 83 ]    |
| 1965                                                          | Рой Емерсон        | Австралія       | 2                 | 6-2, 6-4, 6-4                            | Фред Столл                                                                                   | [ 84 ]    |
| 1966                                                          | Мануель Сантана    | Іспанія         | 1                 | 6-4, 11-9, 6-4                           | Денніс Ралстон                                                                               | [ 85 ]    |
| 1967                                                          | Джон Ньюкомб       | Австралія       | 1                 | 6-3, 6-1, 6-1                            | Вільгельм Бунгерт                                                                            | [ 86 ]    |

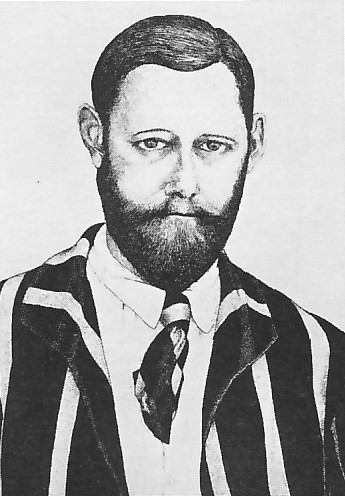
Спенсер Гор
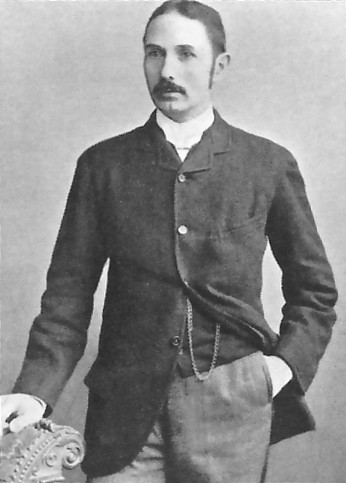
Джон Гартлі
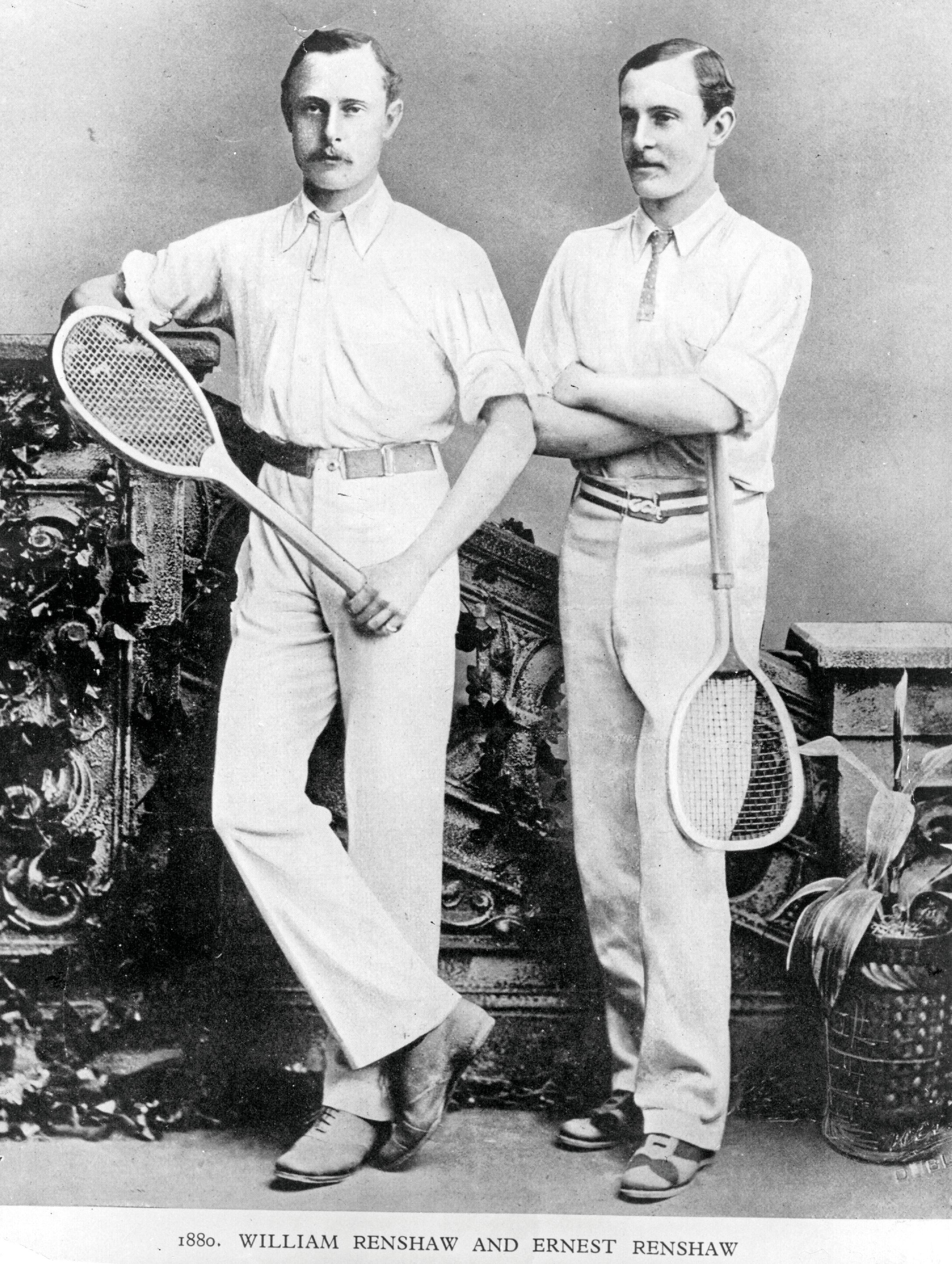
Вільям та Ернест Реншоу
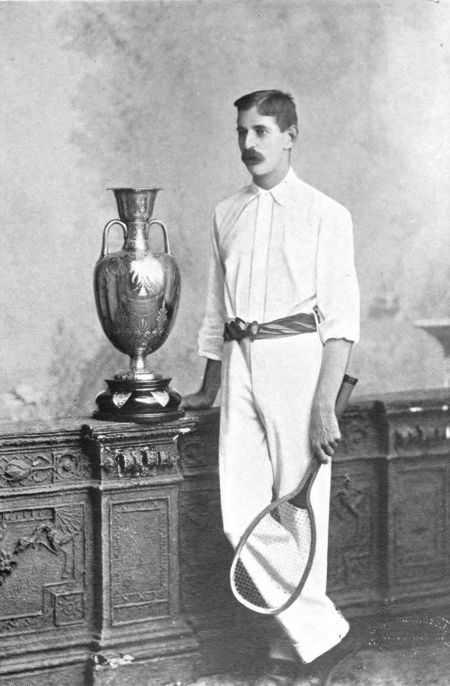
Джошуа Пім
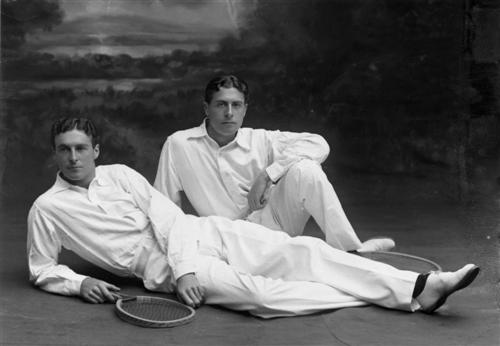
Реджинальд та Лоренс Догерті
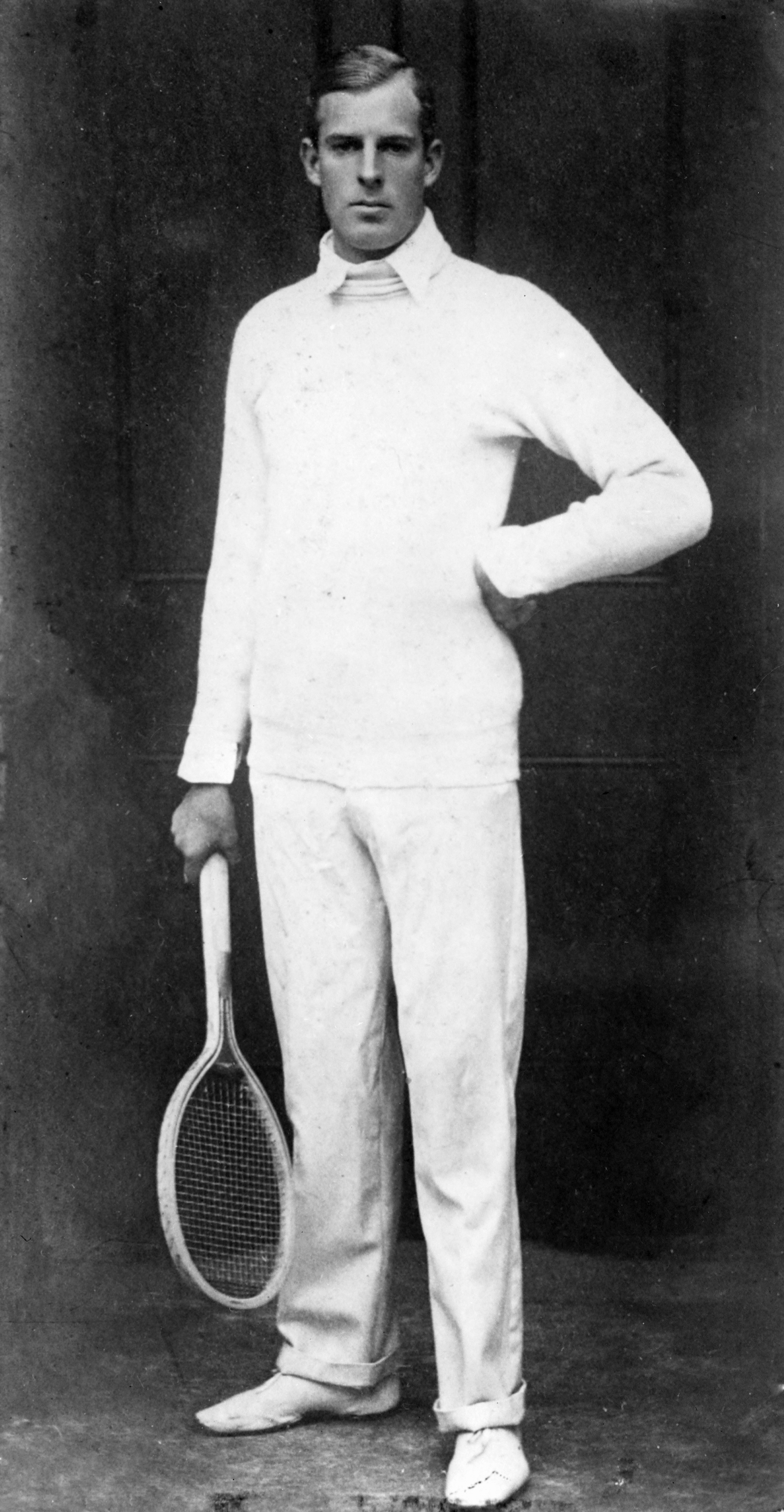
Ентоні Вілдінг
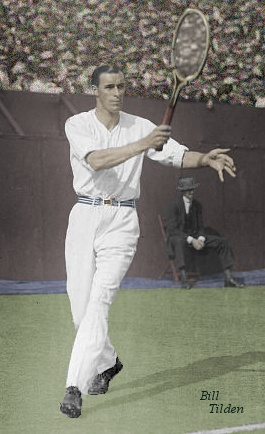
Білл Тілден
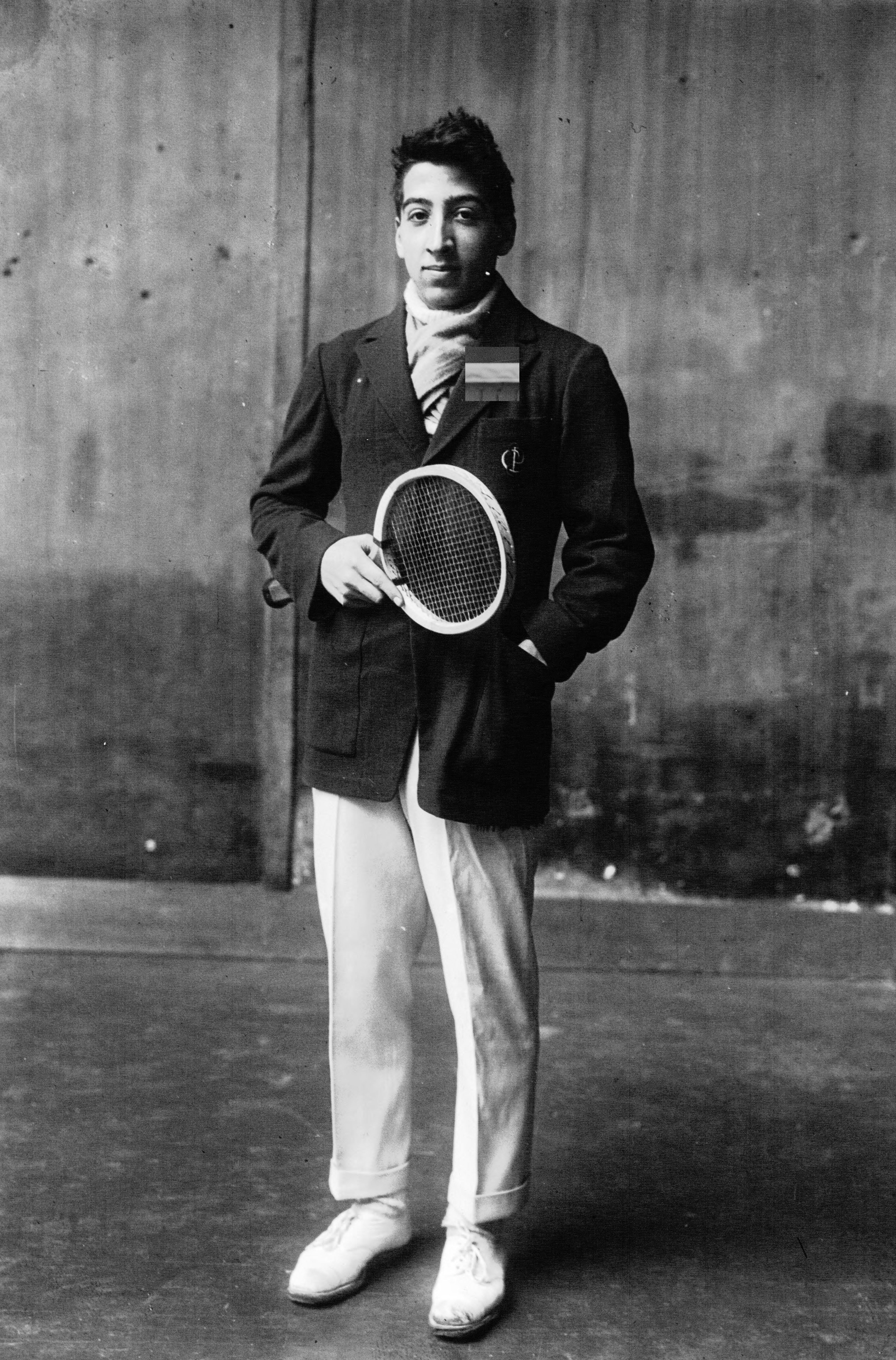
Рене Лакост
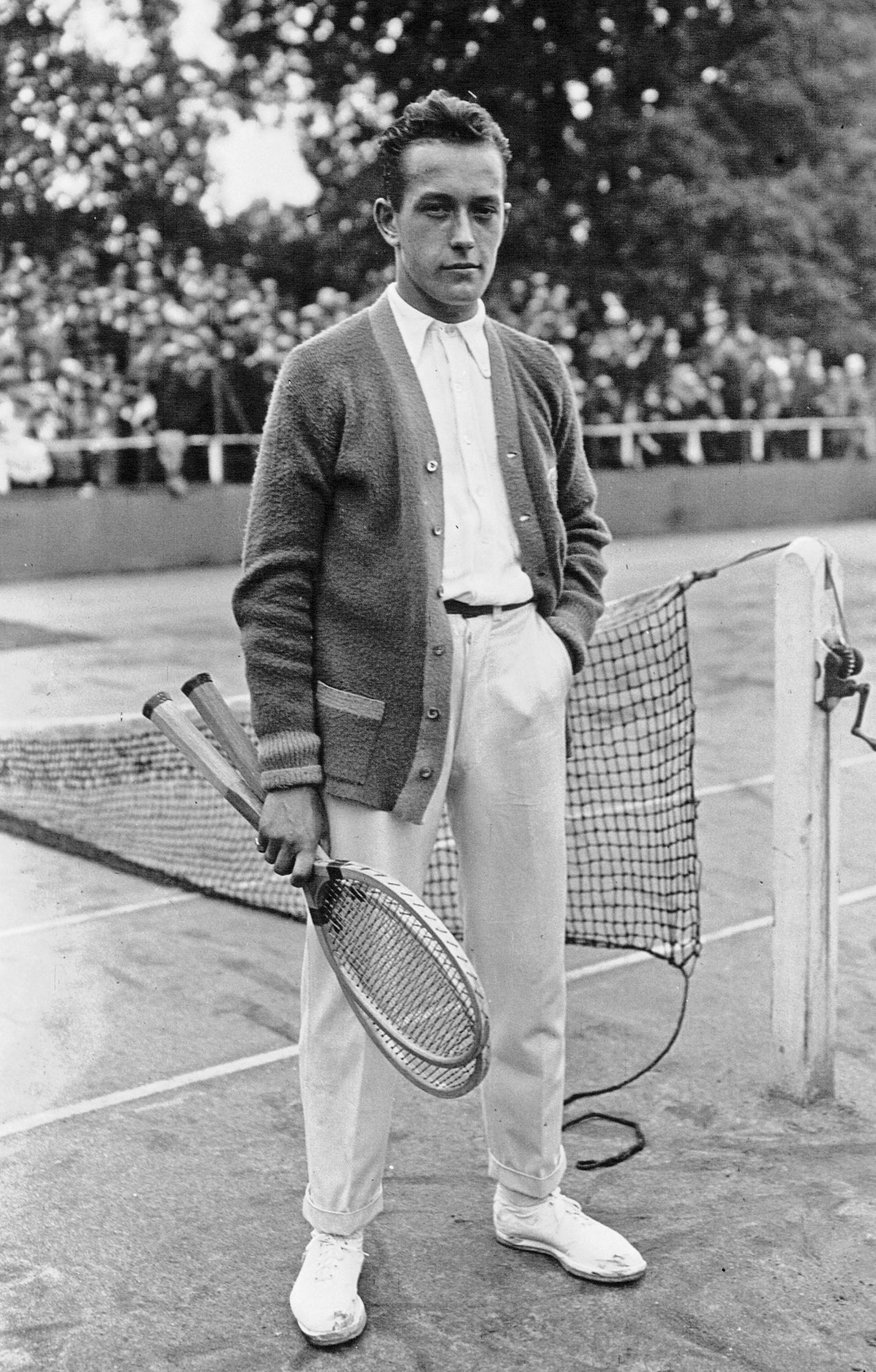
Анрі Коше
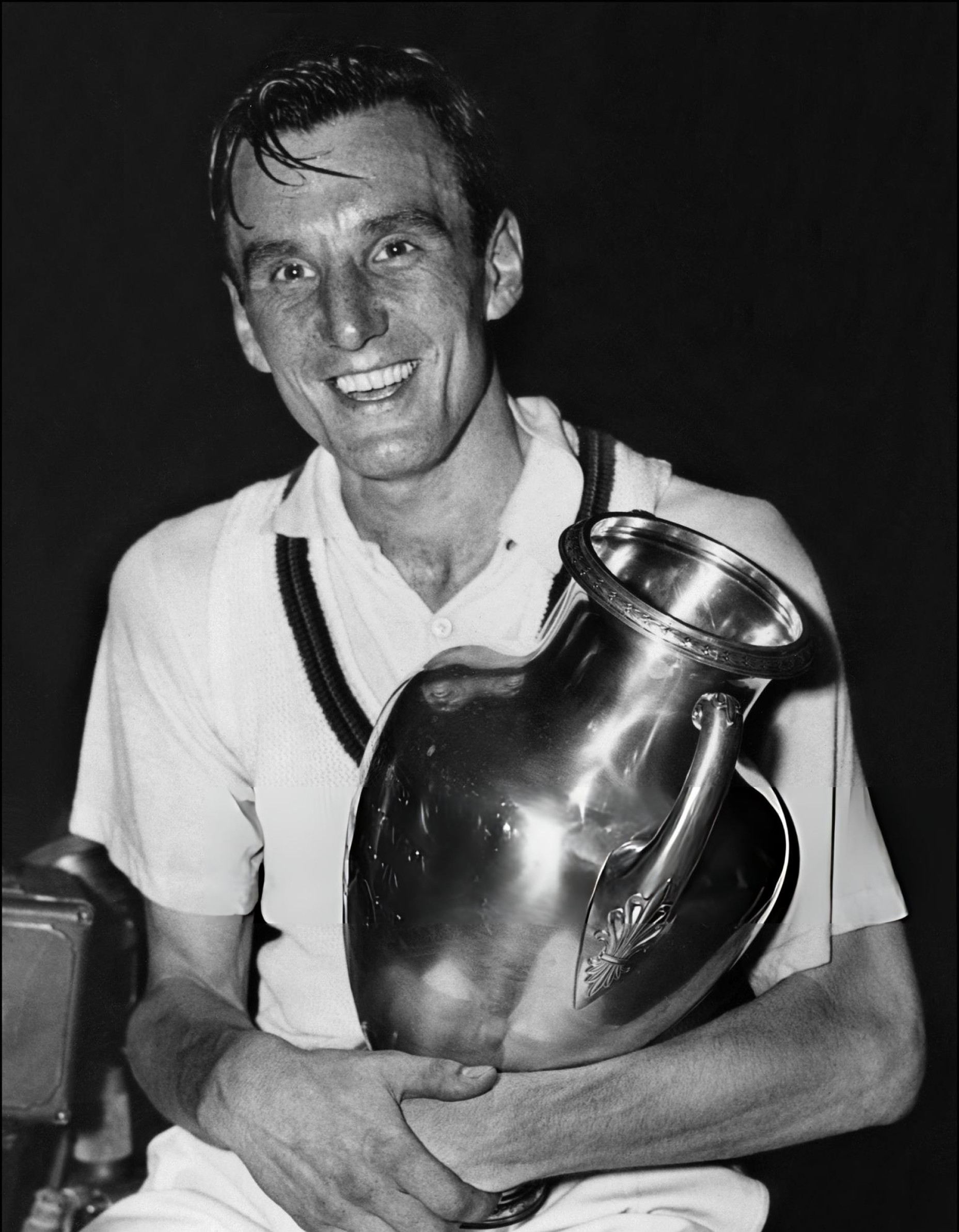
Фред Перрі
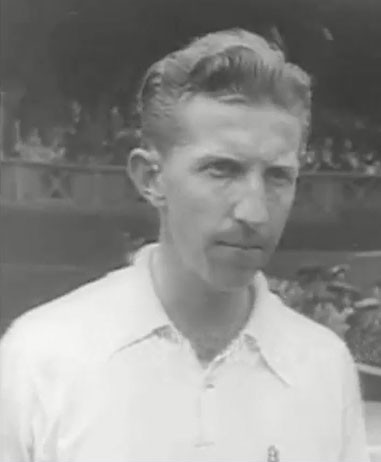
Дон Бадж

### Відкрита ера

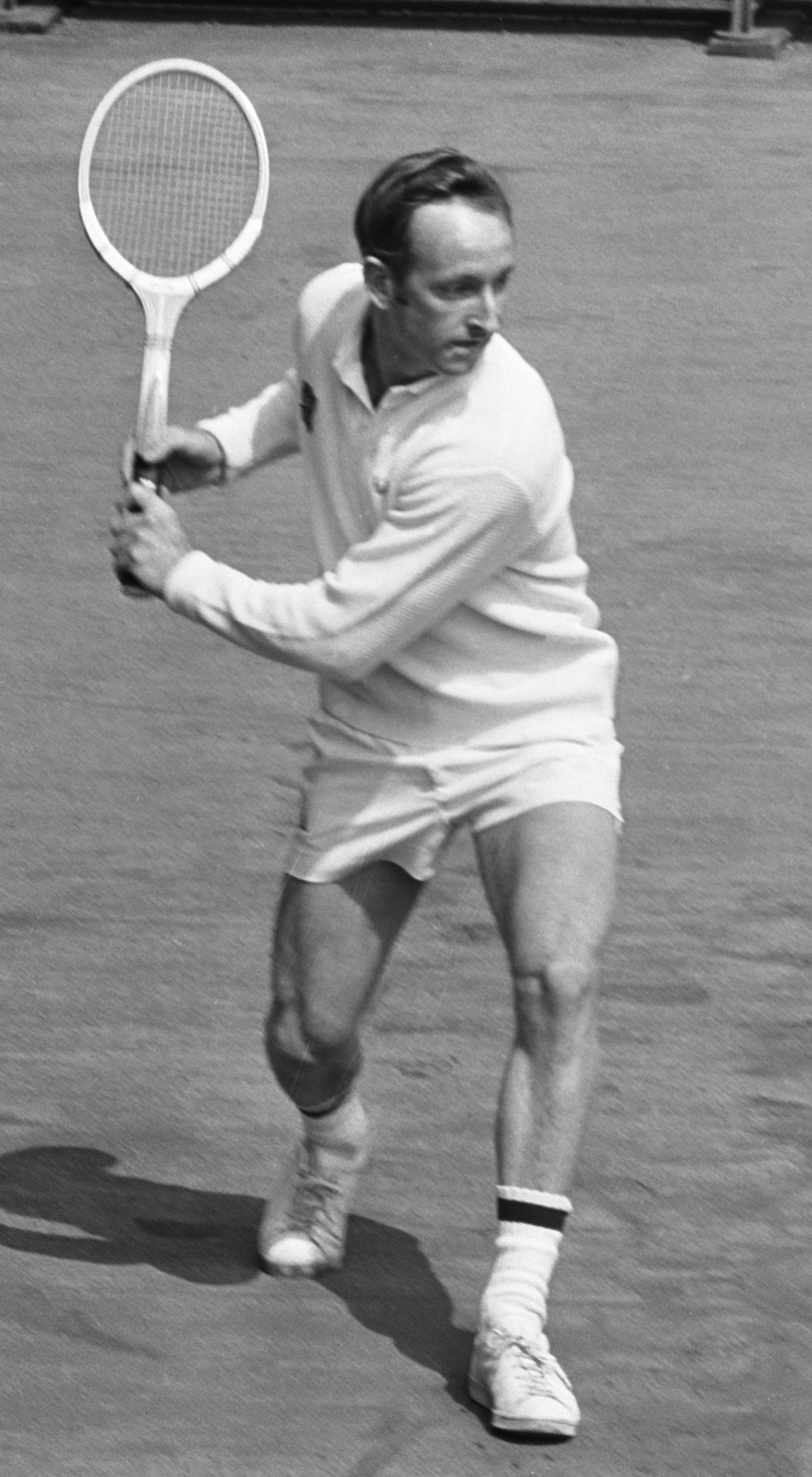
Род Лейвер
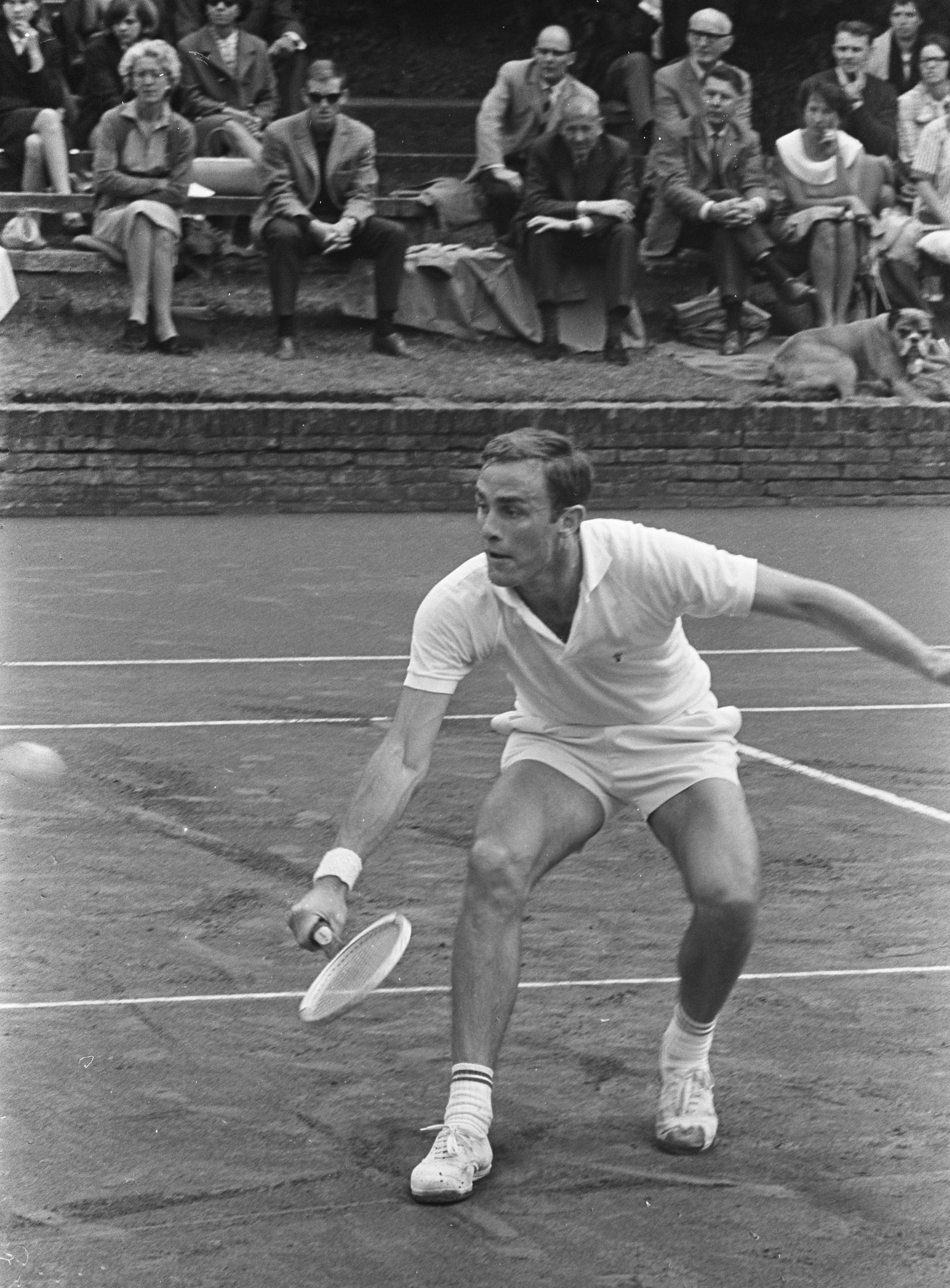
Джон Ньюкомб
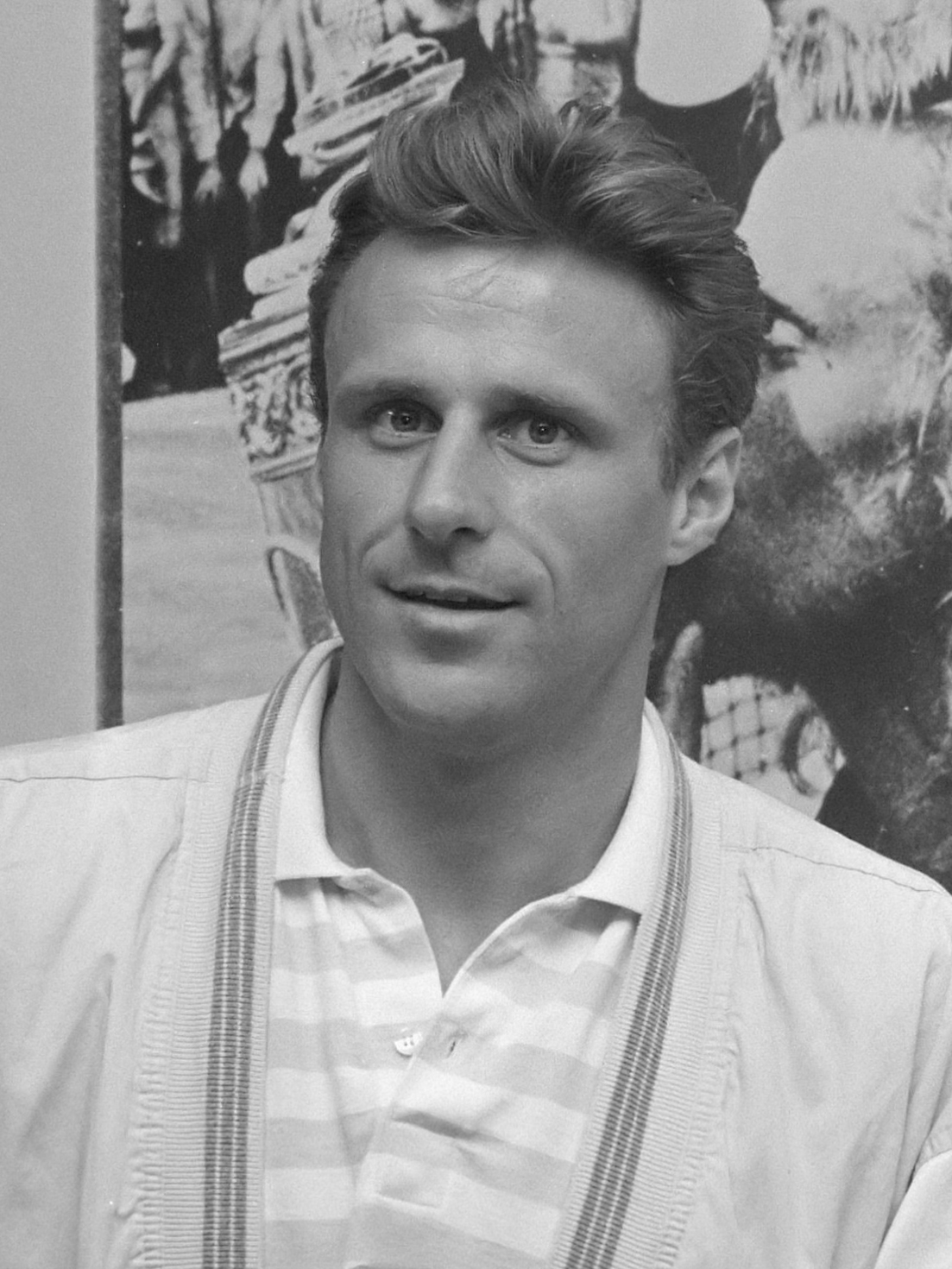
Бйорн Борг
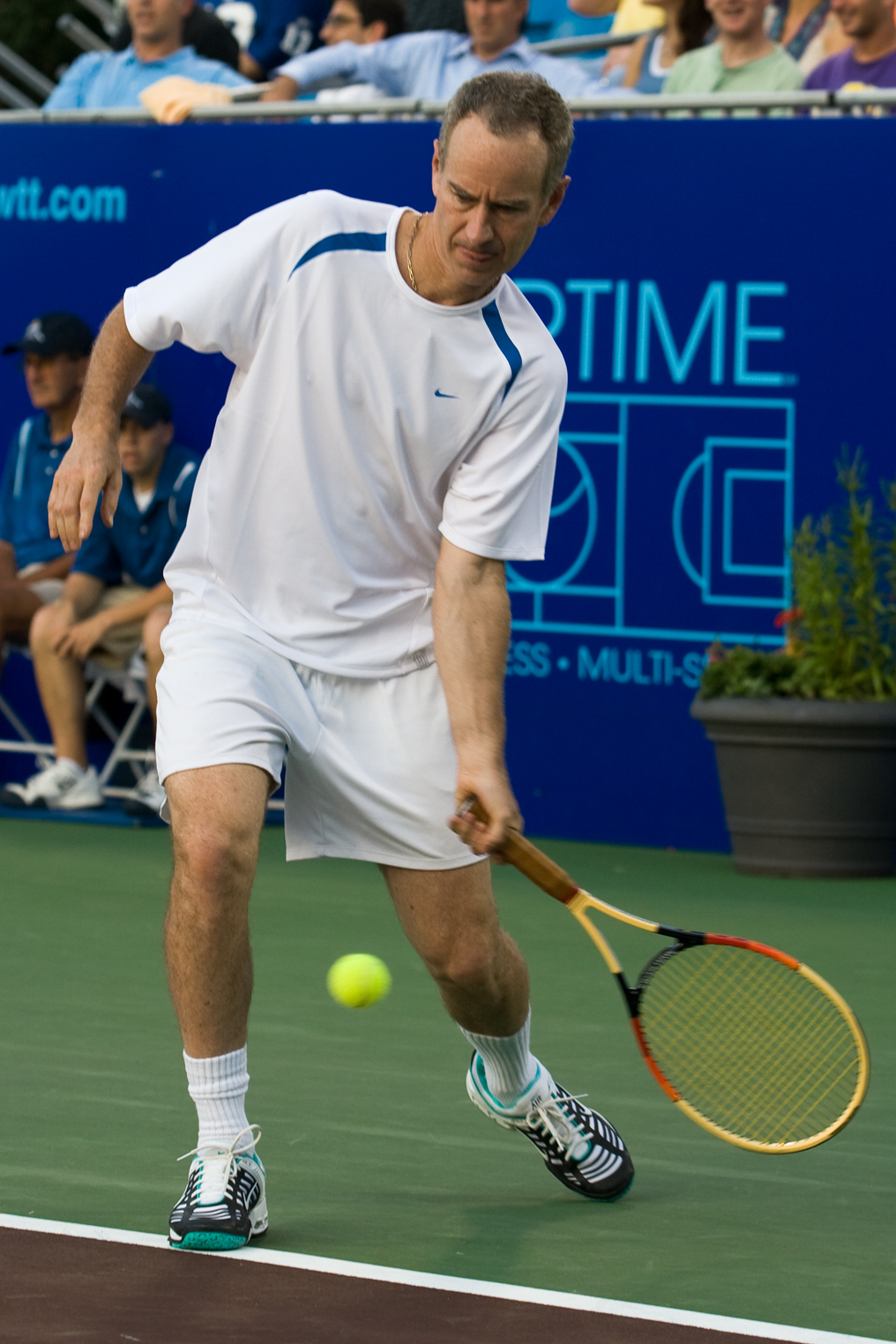
Джон Макінрой
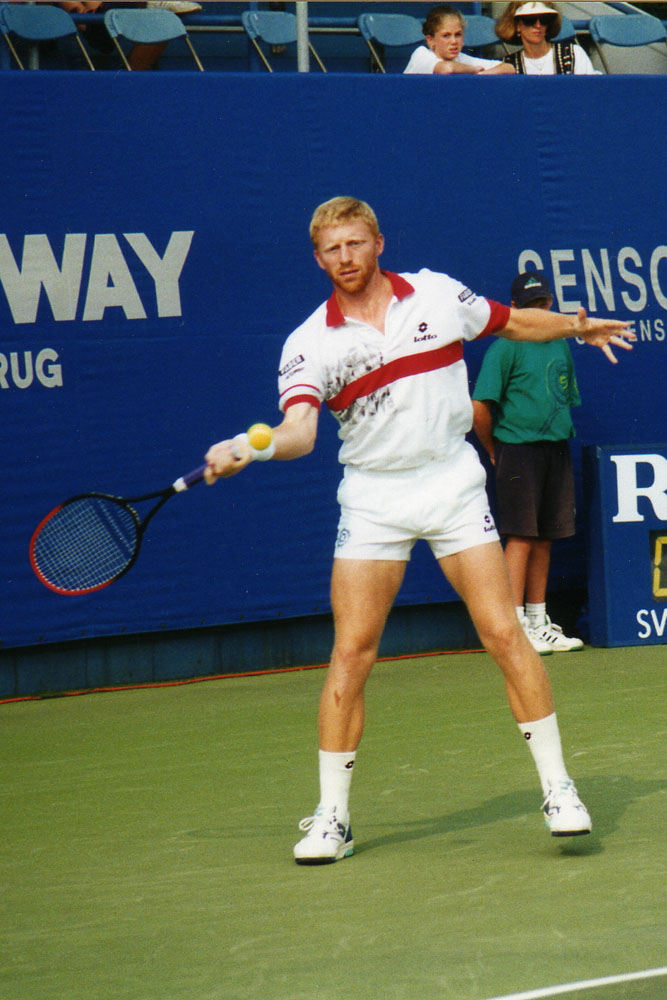
Борис Бекер
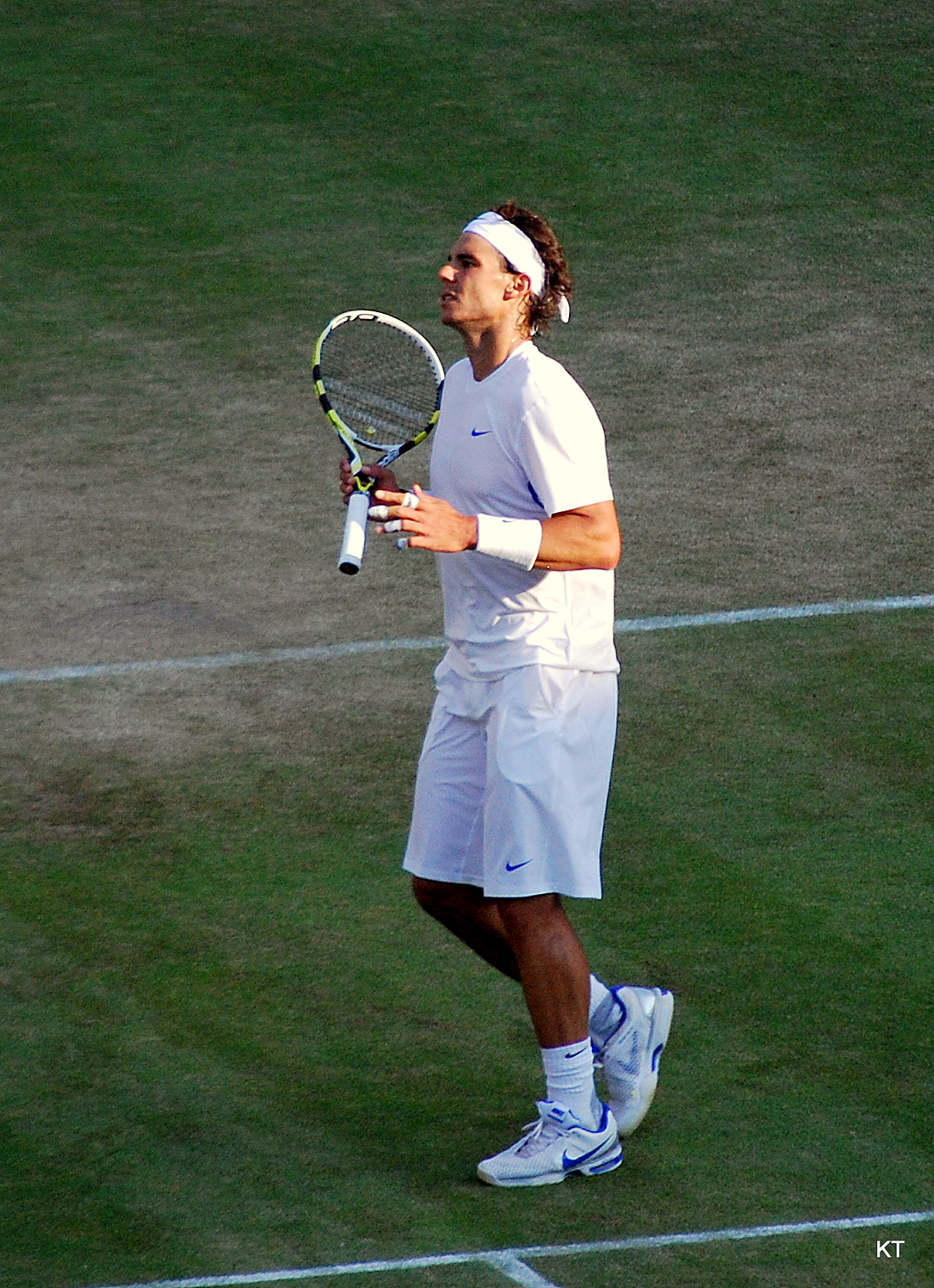
Рафаель Надаль
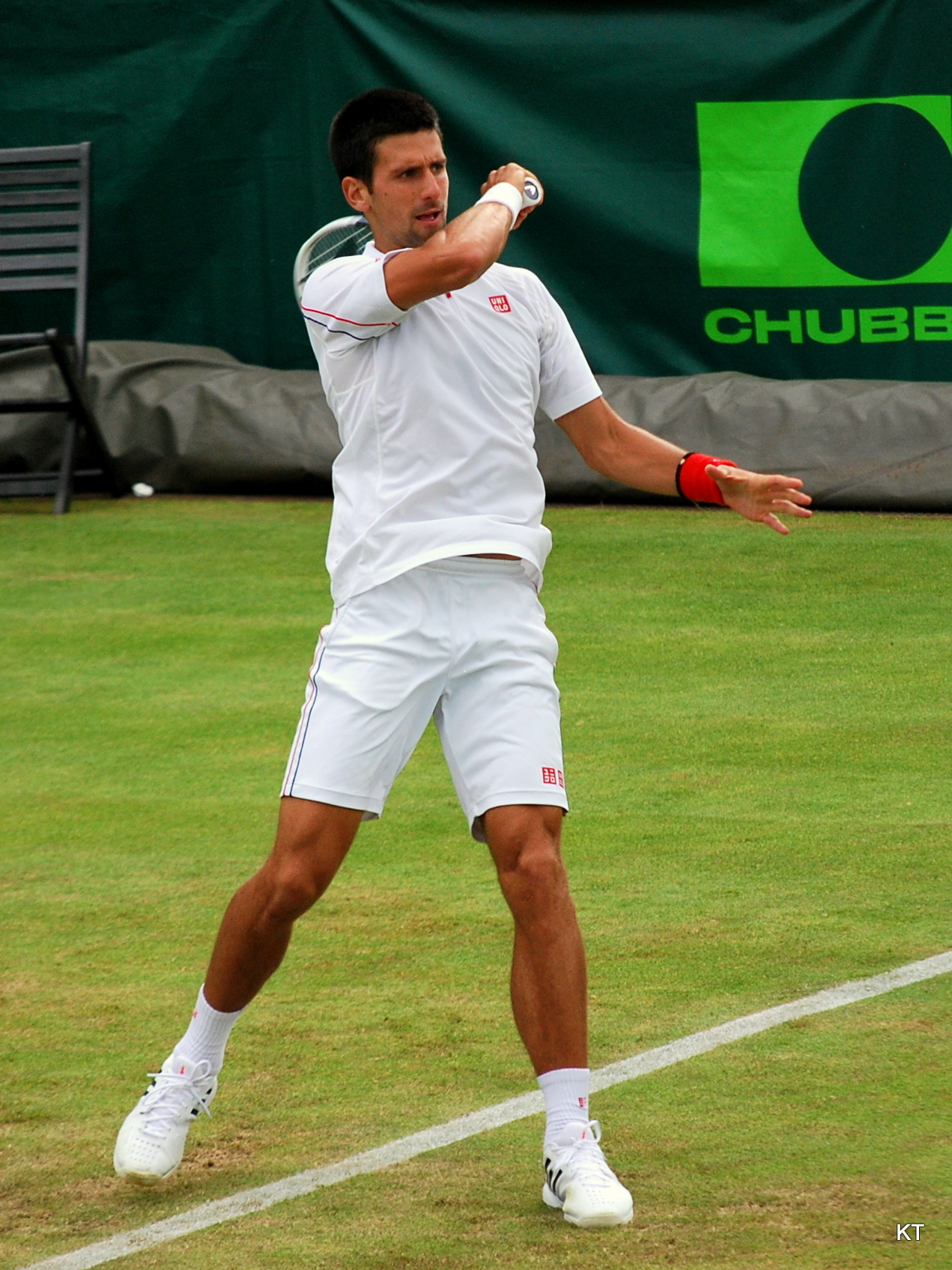
Новак Джокович
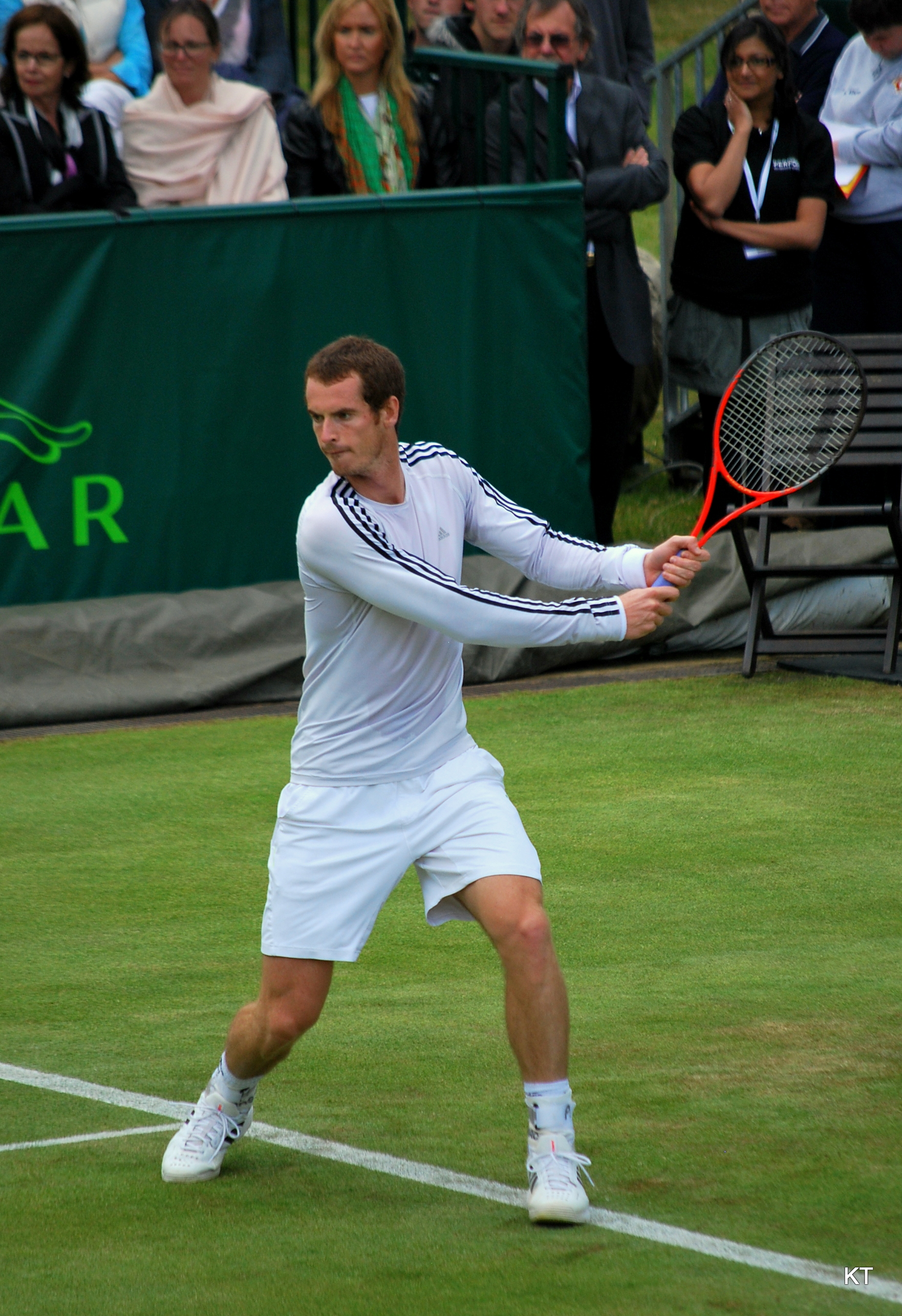
Енді Маррей
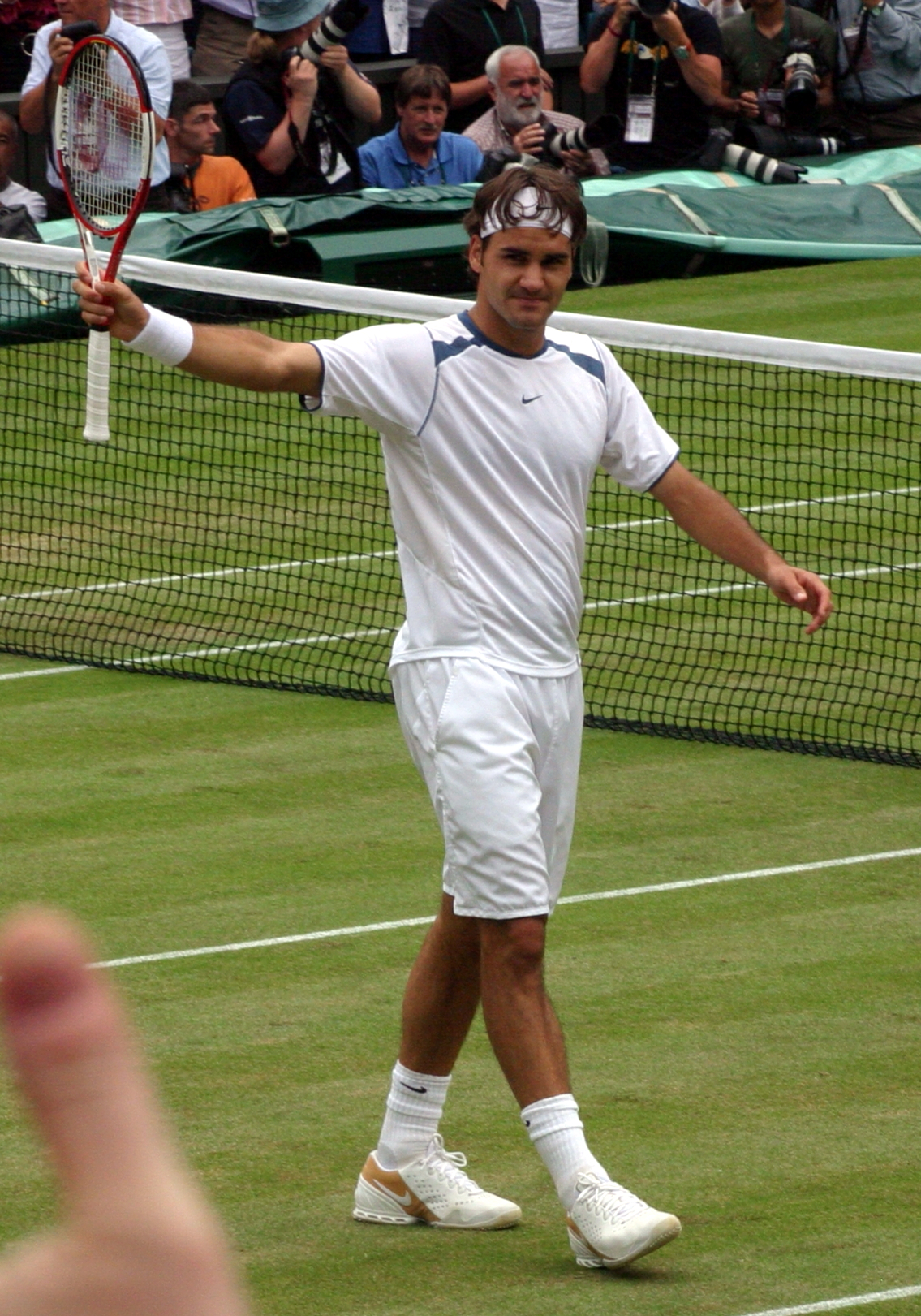
Роджер Федерер
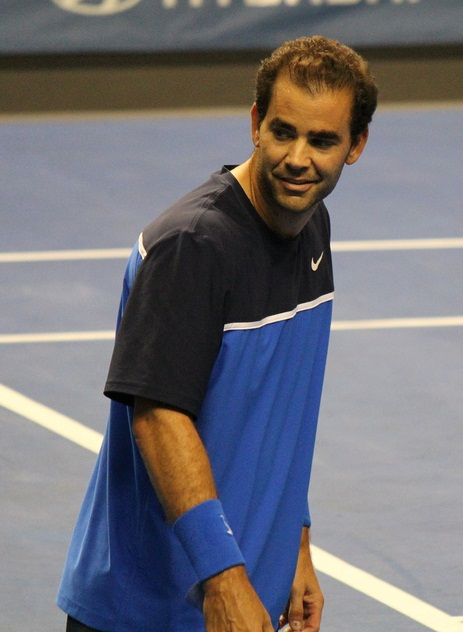
Піт Сампрас

| Рік проведення                                       | Переможець турніру | Країна          | Кількість титулів | Рахунок у фіналі                            | Фіналіст            | Посилання       |
| ---------------------------------------------------- | ------------------ | --------------- | ----------------- | ------------------------------------------- | ------------------- | --------------- |
| 1968                                                 | Род Лейвер         | Австралія       | 3                 | 6-3, 6-4, 6-2                               | Тоні Рош            | [ 87 ]          |
| 1969                                                 | Род Лейвер         | Австралія       | 4                 | 6-4, 5-7, 6-4, 6-4                          | Джон Ньюкомб        | [ 88 ]          |
| 1970                                                 | Джон Ньюкомб       | Австралія       | 2                 | 5-7, 6-3, 6-3, 3-6, 6-1                     | Кен Роузволл        | [ 89 ]          |
| 1971                                                 | Джон Ньюкомб       | Австралія       | 3                 | 6-3, 5-7, 2-6, 6-4, 6-4                     | Стен Сміт           | [ 90 ]          |
| 1972                                                 | Стен Сміт          | США             | 1                 | 4-6, 6-3, 6-3, 4-6, 7-5                     | Іліє Настасе        | [ 91 ]          |
| 1973                                                 | Ян Кодеш           | Чехословаччина  | 1                 | 6-1, 9-8(7-5), 6-3                          | Олександр Метревелі | [ 92 ]          |
| 1974                                                 | Джиммі Коннорс     | США             | 1                 | 6-1, 6-1, 6-4                               | Кен Роузволл        | [ 93 ]          |
| 1975                                                 | Артур Еш           | США             | 1                 | 6-1, 6-1, 5-7, 6-4                          | Джиммі Коннорс      | [ 94 ]          |
| 1976                                                 | Бйорн Борг         | Швеція          | 1                 | 6-4 6-2 9-7                                 | Іліє Настасе        | [ 95 ]          |
| 1977                                                 | Бйорн Борг         | Швеція          | 2                 | 3-6, 6-2, 6-1, 5-7, 6-4                     | Джиммі Коннорс      | [ 96 ]          |
| 1978                                                 | Бйорн Борг         | Швеція          | 3                 | 6-2, 6-2, 6-3                               | Джиммі Коннорс      | [ 97 ]          |
| 1979                                                 | Бйорн Борг         | Швеція          | 4                 | 6-7(4-7), 6-1, 3-6, 6-3, 6-4                | Роско Таннер        | [ 98 ]          |
| 1980                                                 | Бйорн Борг         | Швеція          | 5                 | 1-6, 7-5, 6-3, 6-7(16-18), 8-6              | Джон Макінрой       | [ 99 ]          |
| 1981                                                 | Джон Макінрой      | США             | 1                 | 4-6, 7-6(7-1), 7-6(7-4), 6-4                | Бйорн Борг          | [ 100 ]         |
| 1982                                                 | Джиммі Коннорс     | США             | 1                 | 3-6, 6-3, 6-7(2-7), 7-6(7-5), 6-4           | Джон Макінрой       | [ 101 ]         |
| 1983                                                 | Джон Макінрой      | США             | 2                 | 6-2, 6-2, 6-2                               | Кріс Льюїс          | [ 102 ]         |
| 1984                                                 | Джон Макінрой      | США             | 3                 | 6-1, 6-1, 6-2                               | Джиммі Коннорс      | [ 103 ]         |
| 1985                                                 | Борис Бекер        | ФРН             | 1                 | 6-3, 6-7(4-7), 7-6(7-3), 6-4                | Кевін Каррен        | [ 104 ]         |
| 1986                                                 | Борис Бекер        | ФРН             | 2                 | 6-4, 6-3, 7-5                               | Іван Лендл          | [ 105 ]         |
| 1987                                                 | Пет Кеш            | Австралія       | 1                 | 7-6(7-5), 6-2, 7-5                          | Іван Лендл          | [ 106 ]         |
| 1988                                                 | Стефан Едберг      | Швеція          | 1                 | 4-6, 7-6(7-2), 6-4, 6-2                     | Борис Бекер         | [ 107 ]         |
| 1989                                                 | Борис Бекер        | ФРН             | 3                 | 6-0, 7-6(7-1), 6-4                          | Стефан Едберг       | [ 108 ]         |
| 1990                                                 | Стефан Едберг      | Швеція          | 2                 | 6-2, 6-2, 3-6, 3-6, 6-4                     | Борис Бекер         | [ 109 ]         |
| 1991                                                 | Міхаель Штіх       | Німеччина       | 1                 | 6-4, 7-6(7-4), 6-4                          | Борис Бекер         | [ 110 ]         |
| 1992                                                 | Андре Агассі       | США             | 1                 | 6-7(8-10), 6-4, 6-4, 1-6, 6-4               | Горан Іванишевич    | [ 111 ]         |
| 1993                                                 | Піт Сампрас        | США             | 1                 | 7-6(7-3), 7-6(8-6), 3-6, 6-3                | Джим Кур'є          | [ 112 ]         |
| 1994                                                 | Піт Сампрас        | США             | 2                 | 7-6(7-2), 7-6(7-5), 6-0                     | Горан Іванішевич    | [ 113 ]         |
| 1995                                                 | Піт Сампрас        | США             | 3                 | 6-7(5-7), 6-2, 6-4, 6-2                     | Борис Бекер         | [ 114 ]         |
| 1996                                                 | Ріхард Крайчек     | Нідерланди      | 1                 | 6-3, 6-4, 6-3                               | Малівей Вашингтон   | [ 115 ]         |
| 1997                                                 | Піт Сампрас        | США             | 4                 | 6-4, 6-2, 6-4                               | Седрік Пйолін       | [ 116 ]         |
| 1998                                                 | Піт Сампрас        | США             | 5                 | 6-7(2-7), 7-6(11-9), 6-4, 3-6, 6-2          | Горан Іванішевич    | [ 117 ]         |
| 1999                                                 | Піт Сампрас        | США             | 6                 | 6-3, 6-4, 7-5                               | Андре Агассі        | [ 118 ]         |
| 2000                                                 | Піт Сампрас        | США             | 7                 | 6-7(10-12), 7-6(7-5), 6-4, 6-2              | Патрік Рафтер       | [ 119 ]         |
| 2001                                                 | Горан Іванишевич   | Хорватія        | 1                 | 6-3, 3-6, 6-3, 2-6, 7-5                     | Патрік Рафтер       | [ 120 ]         |
| 2002                                                 | Ллейтон Г'юїтт     | Австралія       | 1                 | 6-1, 6-3, 6-2                               | Давид Налбандян     | [ 121 ]         |
| 2003                                                 | Роджер Федерер     | Швейцарія       | 1                 | 7-6(7-5), 6-2, 7-6(7-3)                     | Марк Філіппуссіс    | [ 122 ]         |
| 2004                                                 | Роджер Федерер     | Швейцарія       | 2                 | 4-6, 7-5, 7-6(7-3), 6-4                     | Енді Роддік         | [ 123 ]         |
| 2005                                                 | Роджер Федерер     | Швейцарія       | 3                 | 6-2, 7-6(7-2), 6-4                          | Енді Роддік         | [ 124 ]         |
| 2006                                                 | Роджер Федерер     | Швейцарія       | 4                 | 6-0, 7-6(7-5), 6-7(2-7), 6-3                | Рафаель Надаль      | [ 125 ]         |
| 2007                                                 | Роджер Федерер     | Швейцарія       | 5                 | 7-6(9-7), 4-6, 7-6(7-3), 2-6, 6-2           | Рафаель Надаль      | [ 126 ]         |
| 2008                                                 | Рафаель Надаль     | Іспанія         | 1                 | 6-4, 6-4, 6-7(5-7), 6-7(8-10), 9-7          | Роджер Федерер      | [ 127 ]         |
| 2009                                                 | Роджер Федерер     | Швейцарія       | 6                 | 5-7, 7-6(8-6), 7-6(7-5), 3-6, 16-14         | Енді Роддік         | [ 128 ]         |
| 2010                                                 | Рафаель Надаль     | Іспанія         | 2                 | 6-3, 7-5, 6-4                               | Томаш Бердих        | [ 129 ]         |
| 2011                                                 | Новак Джокович     | Сербія          | 1                 | 6-4, 6-1, 1-6, 6-3                          | Рафаель Надаль      | [ 130 ]         |
| 2012                                                 | Роджер Федерер     | Швейцарія       | 7                 | 4-6, 7-5, 6-3, 6-4                          | Енді Маррей         | [ 131 ] [ 132 ] |
| 2013                                                 | Енді Маррей        | Велика Британія | 1                 | 6-4, 7-5, 6-4                               | Новак Джокович      | [ 133 ]         |
| 2014                                                 | Новак Джокович     | Сербія          | 2                 | 6-7(7-9), 6-4, 7-6(7-4), 5-7, 6-4           | Роджер Федерер      | [ 134 ]         |
| 2015                                                 | Новак Джокович     | Сербія          | 3                 | 7-6(7-1), 6-7(10-12), 6-4, 6-3              | Роджер Федерер      | [ 135 ]         |
| 2016                                                 | Енді Маррей        | Велика Британія | 2                 | 6-3, 7-6(7-3), 7-6(7-2)                     | Милош Раонич        | [ 136 ]         |
| 2017                                                 | Роджер Федерер     | Швейцарія       | 8                 | 6-3, 6-1, 6-4                               | Марин Чилич         | [ 137 ]         |
| 2018                                                 | Новак Джокович     | Сербія          | 4                 | 6-2, 6-2, 7-6(7-3)                          | Кевін Андерсон      | [ 138 ]         |
| 2019                                                 | Новак Джокович     | Сербія          | 5                 | 7-6 (7-5), 1-6, 7-6 (7-4), 4-6, 12-12 (7:3) | Роджер Федерер      | [ 139 ]         |
| У 2020 турнір був скасований через пандемію COVID-19 |                    |                 |                   |                                             |                     |                 |
| 2021                                                 | Новак Джокович     | Сербія          | 6                 | 6-7(4-7), 6-4, 6-4, 6-3                     | Маттео Берреттіні   | [ 141 ]         |
| 2022                                                 | Новак Джокович     | Сербія          | 7                 | 4-6, 6-3, 6-4, 7-6                          | Нік Киріос          | [ 142 ]         |
| 2023                                                 | Карлос Алькарас    | Іспанія         | 1                 | 1–6, 7–6 (8-6),6–1, 3–6, 6–4                | Новак Джокович      | [ 143 ]         |
| 2024                                                 | Карлос Алькарас    | Іспанія         | 2                 | 6–2, 6–2, 7–6 (7-4)                         | Новак Джокович      | [ 144 ]         |
| 2025                                                 | Яннік Сіннер       | Італія          | 1                 | 4–6, 6–4, 6–4, 6–4                          | Карлос Алькарас     | [ 145 ]         |

- Род Лейвер
- Джон Ньюкомб
- Бйорн Борг
- Джон Макінрой
- Борис Бекер
- Рафаель Надаль
- Новак Джокович
- Енді Маррей
- Роджер Федерер
- Піт Сампрас

## Статистика

### Багаторазові чемпіони
| Тенісист           | Аматорська ера | Відкрита ера | Загальна кількість титулів | Роки перемог                             |
| ------------------ | -------------- | ------------ | -------------------------- | ---------------------------------------- |
| Роджер Федерер     | 0              | 8            | 8                          | 2003-2007, 2009, 2012, 2017              |
| Вільям Реншоу      | 7              | 0            | 7                          | 1881-1886, 1889                          |
| Піт Сампрас        | 0              | 7            | 7                          | 1993-1995, 1997–2000                     |
| Новак Джокович     | 0              | 7            | 7                          | 2011, 2014, 2015, 2018, 2019, 2021, 2022 |
| Бйорн Борг         | 0              | 5            | 5                          | 1976-1980                                |
| Лоренс Догерті     | 5              | 0            | 5                          | 1902-1906                                |
| Реджинальд Догерті | 4              | 0            | 4                          | 1897-1900                                |
| Ентоні Вілдінг     | 4              | 0            | 4                          | 1910-1913                                |
| Род Лейвер         | 2              | 2            | 4                          | 1961-1962, 1968–1969                     |
| Вілфред Бедделі    | 3              | 0            | 3                          | 1891-1892, 1895                          |
| Борис Бекер        | 0              | 3            | 3                          | 1985-1986, 1989                          |
| Артур Гор          | 3              | 0            | 3                          | 1901, 1908–1909                          |
| Джон Макінрой      | 0              | 3            | 3                          | 1981, 1983–1984                          |
| Джон Ньюкомб       | 1              | 2            | 3                          | 1967, 1970–1971                          |
| Фред Перрі         | 3              | 0            | 3                          | 1934-1936                                |
| Білл Тілден        | 3              | 0            | 3                          | 1920-1921, 1930                          |
| Дон Бадж           | 2              | 0            | 2                          | 1937-1938                                |
| Жан Боротра        | 2              | 0            | 2                          | 1924, 1926                               |
| Норман Брукс       | 2              | 0            | 2                          | 1907, 1914                               |
| Джиммі Коннорс     | 0              | 2            | 2                          | 1974, 1982                               |
| Анрі Коше          | 2              | 0            | 2                          | 1927, 1929                               |
| Стефан Едберг      | 0              | 2            | 2                          | 1988, 1990                               |
| Рой Емерсон        | 0              | 2            | 2                          | 1964-1965                                |
| Джон Гартлі        | 2              | 0            | 2                          | 1879-1880                                |
| Рене Лакост        | 2              | 0            | 2                          | 1925, 1928                               |
| Джеральд Паттерсон | 2              | 0            | 2                          | 1919, 1922                               |
| Джошуа Пім         | 2              | 0            | 2                          | 1893-1894                                |
| Л'ю Гоуд           | 2              | 0            | 2                          | 1956-1957                                |
| Рафаель Надаль     | 0              | 2            | 2                          | 2008, 2010                               |
| Енді Маррей        | 0              | 2            | 2                          | 2013, 2016                               |
| Карлос Алькарас    | 0              | 2            | 2                          | 2023, 2024                               |

### Рейтинг держав
Державою-лідером за кількістю перемог є Велика Британія з 36 перемогами на турнірі, однак 32 з них були здобуті на початку утворення турніру. Крім того, британські спортсмени протягом до 1922 році виступали під егідою «Британських островів» (BRI), яке репрезентувала Сполучене Королівство Великої Британії та Ірландії (таким чином перемоги ірландських спортсменів зараховувалися Великій Британії). Після отримання незалежності Ірландією в 1922 році британські спортсмени репрезентують Об'єднене Королівство Великої Британії та Північної Ірландії (GBR). З 1922 року британські спортсмени здобули 5 перемог, з них тільки дві у відкриту еру.
Ярослав Дробний хоча був уродженцем Чехії, свою перемогу здобув, коли був підданим Єгипту.
Ян Кодеш представляв Чехословаччину, яка в 1993 році припинила своє існування.
З 4 перемог Німеччини три відбулися ще за часів ФРН.
| Країна                    | Аматорська ера | Відкрита ера | Загальна кількість титулів | Роки перемог |
| ------------------------- | -------------- | ------------ | -------------------------- | --- |
| Велика Британія (BRI/GBR) | 35             | 2            | 37                         | 1877-1906, 1908–1909, 1934–1936, 2013, 2016                                                                                |
| США (USA)                 | 18             | 15           | 33                         | 1920-1921, 1923, 1930–1932, 1937–1939, 1947–1951, 1953, 1955, 1959, 1963, 1972, 1974–1975, 1981–1984, 1992–1995, 1997–2000 |
| Австралія (AUS)           | 15             | 6            | 23                         | 1907, 1914, 1919, 1922, 1933, 1952, 1956–1957, 1958, 1960–1962, 1964–1965, 1967–1971, 1987, 2002                           |
| Швейцарія (SUI)           | 0              | 8            | 8                          | 2003-2007, 2009, 2012, 2017                                                                                                |
| Швеція (SWE)              | 0              | 7            | 7                          | 1976-1980, 1988, 1990 |
| Сербія (SER)              | 0              | 7            | 7                          | 2011, 2014, 2015, 2018, 2019, 2021, 2022                                                                                   |
| Франція (FRA)             | 7              | 0            | 7                          | 1924-1929, 1946 |
| Іспанія (ESP)             | 1              | 4            | 5                          | 1966, 2008, 2010, 2023, 2024                                                                                               |
| Німеччина (FRG/GER)       | 0              | 4            | 4                          | 1985-1986, 1989, 1991 |
| Нова Зеландія (NZL)       | 4              | 0            | 4                          | 1910-1913 |
| Італія (ITA)              | 0              | 1            | 1                          | 2025 |
| Хорватія (CRO)            | 0              | 1            | 1                          | 2001 |
| Нідерланди (NED)          | 0              | 1            | 1                          | 1996 |
| Чехословаччина (TCH)      | 0              | 1            | 1                          | 1973 |
| Єгипет (EGY)              | 1              | 0            | 1                          | 1954 |